# チャーリー・ティルソン
チャールズ・エバレット・ティルソン（Charles Everett Tilson, 1992年12月2日 - ）は、アメリカ合衆国イリノイ州クック郡ウィルメット出身の元プロ野球選手（外野手）。左投左打。

## 経歴

### プロ入りとカージナルス傘下時代
2011年のMLBドラフト2巡目（全体79位）でセントルイス・カージナルスから指名され、プロ入り。契約後、傘下のルーキー級ガルフ・コーストリーグ・カージナルスでプロデビュー。アパラチアンリーグのルーキー級ジョンソンシティ・カージナルスでもプレーし、2球団合計で8試合に出場して打率.333、5打点、1盗塁を記録た。
2012年は右肩の手術のため、全休した。
2013年はA級ピオリア・チーフスとA+級パームビーチ・カージナルスでプレーし、2球団合計で109試合に出場して打率.302、4本塁打、30打点、15盗塁を記録した。
2014年はA+級パームビーチとAA級スプリングフィールド・カージナルスでプレーし、2球団合計で120試合に出場して打率.289、7本塁打、53打点、12盗塁を記録した。
2015年はAA級スプリングフィールドでプレーし、134試合に出場して打率.295、4本塁打、32打点、46盗塁を記録した。オフにはアリゾナ・フォールリーグに参加し、サプライズ・サグアロスに所属した。11月20日にルール・ファイブ・ドラフトでの流出を防ぐためにカージナルスの40人枠入りした。
2016年は開幕からAAA級メンフィス・レッドバーズでプレーし、100試合に出場して打率.282、4本塁打、34打点、15盗塁を記録した。

### ホワイトソックス時代
2016年7月31日にザック・デュークとのトレードで、シカゴ・ホワイトソックスへ移籍した。直後の8月2日にメジャー初昇格を果たすと、同日のデトロイト・タイガース戦にて「8番・中堅手」で先発出場してメジャー初打席で初安打を放った。だが、5回裏にミゲル・カブレラが放った右中間への打球をダイビングキャッチしようとした際、左のハムストリングを痛めて途中退場して故障者リスト入り。以降の出場は無く、この1試合（2打数1安打で打率.500）でシーズン終了となった。
2019年1月10日にジョン・ジェイの加入に伴ってDFAとなり、16日にマイナー契約で傘下のAAA級シャーロット・ナイツへ配属された。シーズン開幕後、5月6日にメジャー契約を結んでアクティブ・ロースター入りした。5月22日のヒューストン・アストロズ戦でジョシュ・ジェームズからメジャー初本塁打となる満塁本塁打を放った。この年は54試合に出場して打率.229、1本塁打、12打点、4盗塁を記録した。レギュラーシーズン終了後の10月3日にマイナー契約でAAA級シャーロットへ配属され、翌4日にFAとなった。

### ホワイトソックス退団後
2020年1月31日にピッツバーグ・パイレーツとマイナー契約を結び、スプリングトレーニングに招待選手として参加することになった。新型コロナウイルスの感染拡大によりマイナーリーグが開催中止となったため、公式戦に出場することなく、6月9日に自由契約となった。
2021年5月20日にメキシカンリーグのモンクローバ・スティーラーズと契約したが、7試合に出場して24打数3安打、打率.125、0本塁打、0打点という結果に終わり、5月29日に解雇された。6月8日に独立リーグ・アトランティックリーグのロングアイランド・ダックスと契約して8試合に出場した。6月19日にフィラデルフィア・フィリーズとマイナー契約を結んだ。AAA級リーハイバレー・アイアンピッグスで59試合に出場して、打率.296、1本塁打、27打点、13盗塁の成績を残した。オフの11月7日にFAとなった。
2022年2月14日に北米独立リーグ・アメリカン・アソシエーションのシカゴ・ドッグスと契約した。この年は92試合に出場して打率.286、5本塁打、32打点、20盗塁を記録した。2023年2月3日に退団が発表された。

### 現役引退後
2023年3月に地元イリノイ州のデポール大学に入学し、心理学を専攻している。

## 詳細情報

### 年度別打撃成績
| 年 度    | 球 団    | 試 合 | 打 席 | 打 数 | 得 点 | 安 打 | 二 塁 打 | 三 塁 打 | 本 塁 打 | 塁 打 | 打 点 | 盗 塁 | 盗 塁 死 | 犠 打 | 犠 飛 | 四 球 | 敬 遠 | 死 球 | 三 振 | 併 殺 打 | 打 率 | 出 塁 率 | 長 打 率 | O P S |
| -------- | -------- | ----- | ----- | ----- | ----- | ----- | -------- | -------- | -------- | ----- | ----- | ----- | -------- | ----- | ----- | ----- | ----- | ----- | ----- | -------- | ----- | -------- | -------- | ----- |
| 2016     | CWS      | 1     | 2     | 2     | 0     | 1     | 0        | 0        | 0        | 1     | 0     | 0     | 0        | 0     | 0     | 0     | 0     | 0     | 0     | 0        | .500  | .500     | .500     | 1.000 |
| 2018     | CWS      | 41    | 121   | 106   | 7     | 28    | 1        | 1        | 0        | 31    | 11    | 2     | 3        | 2     | 1     | 10    | 0     | 1     | 20    | 2        | .264  | .331     | .292     | .623  |
| 2019     | CWS      | 54    | 157   | 144   | 16    | 33    | 5        | 0        | 1        | 41    | 12    | 4     | 0        | 0     | 0     | 10    | 1     | 3     | 38    | 1        | .229  | .293     | .285     | .578  |
| MLB：3年 | MLB：3年 | 96    | 280   | 252   | 23    | 62    | 6        | 1        | 1        | 73    | 23    | 6     | 3        | 2     | 1     | 20    | 1     | 4     | 58    | 3        | .246  | .310     | .290     | .600  |

- 2021年度シーズン終了時

### 年度別守備成績
| 年 度 | 球 団 | 左翼（LF） | 左翼（LF） | 左翼（LF） | 左翼（LF） | 左翼（LF） | 左翼（LF） | 中堅（CF） | 中堅（CF） | 中堅（CF） | 中堅（CF） | 中堅（CF） | 中堅（CF） | 右翼（RF） | 右翼（RF） | 右翼（RF） | 右翼（RF） | 右翼（RF） | 右翼（RF） |
| 年 度 | 球 団 | 試 合      | 刺 殺      | 補 殺      | 失 策      | 併 殺      | 守 備 率   | 試 合      | 刺 殺      | 補 殺      | 失 策      | 併 殺      | 守 備 率   | 試 合      | 刺 殺      | 補 殺      | 失 策      | 併 殺      | 守 備 率   |
| ----- | ----- | ---------- | ---------- | ---------- | ---------- | ---------- | ---------- | ---------- | ---------- | ---------- | ---------- | ---------- | ---------- | ---------- | ---------- | ---------- | ---------- | ---------- | ---------- |
| 2016  | CWS   | -          | -          | -          | -          | -          | -          | 1          | 1          | 0          | 0          | 0          | 1.000      | -          | -          | -          | -          | -          | -          |
| 2018  | CWS   | 32         | 55         | 1          | 1          | 1          | .982       | 5          | 14         | 0          | 0          | 0          | 1.000      | -          | -          | -          | -          | -          | -          |
| 2019  | CWS   | 19         | 5          | 0          | 0          | 0          | 1.000      | 14         | 35         | 0          | 1          | 0          | .972       | 30         | 54         | 4          | 2          | 0          | .967       |
| MLB   | MLB   | 51         | 60         | 1          | 1          | 1          | .984       | 20         | 50         | 0          | 1          | 0          | .980       | 30         | 54         | 4          | 2          | 0          | .967       |

- 2021年度シーズン終了時

### 背番号
- 24（2016年）
- 22（2018年 - 2019年）